# Christine Flear

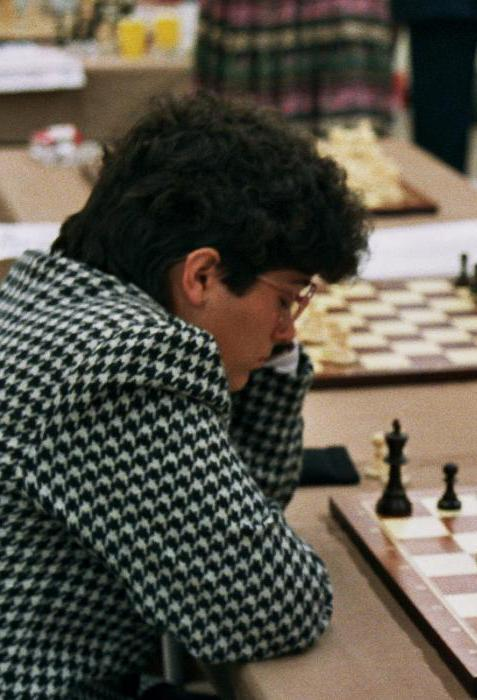
Christine Flear in 1988

Christine Flear, geboren Christine Leroy (22 april 1967), is een Franse schaakster met een FIDE-rating van 2181 in februari 2014. Haar hoogste rating was 2267 in oktober 2003. Zij is sinds 1986 een damesmeester.
In 1986 en 2003 behaalde ze normen voor het damesgrootmeesterschap.
Christine Flear heeft deelgenomen aan diverse Franse schaakkampioenschappen voor vrouwen. Ze won vijf keer (1985, 1991, 1994, 1998 en 1999) en eindigde drie keer op een tweede plaats (1996, 1997 en 2002).
Christine Flear heeft verantwoordelijkheden bekleed binnen de Franse schaakfederatie, waar ze van 1996 tot 2001 o.a. een bestuursfunctie had. Na 2005 verzorgde ze onder meer de begeleiding van Franse teams, waaronder het Franse jeugdteam.
Van 15 t/m 27 augustus 2005 speelde zij mee in het toernooi om het kampioenschap van Frankrijk en eindigde ze met 3.5 punt op de elfde plaats.
Sinds 2013 vervult ze een functie binnen de club van Lattes.

## Persoonlijk
Christine Flear trouwde in 1986 met Glenn Flear, een Engelse schaakgrootmeester. Ze wonen in Frankrijk in de omgeving van Montpellier en hebben twee kinderen.